# Mičiko Kon
Mičiko Kon (今道子, Kon Mičiko,* 11. srpna 1955 Prefektura Kanagawa) je japonská fotografka.

## Životopis
Narodila se ve městě Kamakura, v prefektuře Kanagawa. V roce 1978 absolvovala uměleckou školu Soukei.
V letech 1978 až 1980 navštěvovala Tokyo Photographic College poté, co během let na Soukei studovala především malbu a grafiku. Většina jejích fotografií jsou černobílé tisky s minimalistickým pozadím a často zprostředkovávají témata jako smrt, sexualita a krása. Využívá jedinečná multimédia a je uznávána především pro své začlenění mořských tvorů do svých fotografií. Tvoří obrazy z lososích jiker, ryb, chobotnic a krabů. Její první výstava Zátiší se konala v Tokiu v Šindžuku Nikon Salon v roce 1985. V roce 1992 měla svou první výstavu ve Spojených státech v MIT List Visual Arts Center. Než se kolem roku 2014 vrátila ke své fotografické kariéře, dala si několik let pauzu, aby se starala o svou stárnoucí matku. Některá z jejích novějších prací vznikla v Mexiku.

## Ocenění
- 1984 – Kanagawa Art Exhibition Art Scholarship Award
- 1987 – 3. cena Higašikawy Newcomer Award
- 1991 – 16. Cena za fotografii Ihei Kimury[4]
- 1994 – Kanagawa Prefectural Art Exhibition[3]

## Hlavní kolekce fotografií
- EAT, 1987, Výbor pro umělecká díla